# Łyżwiarstwo szybkie na Zimowych Igrzyskach Olimpijskich 2018 – 10 000 m mężczyzn
Bieg na 10 000 metrów mężczyzn rozgrywany w ramach łyżwiarstwa szybkiego na Zimowych Igrzyskach Olimpijskich 2018 odbył się 16 lutego w hali Gangneung Oval w Gangneung.
Złoty wywalczył Kanadyjczyk Ted-Jan Bloemen, drugi był Holender Jorrit Bergsma, a na najniższym stopniu podium stanął Włoch Nicola Tumolero.

## Terminarz
| Data      | Konkurencja | Godzina rozpoczęcia | Godzina rozpoczęcia |
| Data      | Konkurencja | UTC+09:00           | CET                 |
| --------- | ----------- | ------------------- | ------------------- |
| 15 lutego | Finał       | 20:00               | 12:00               |

## Rekordy
Rekordy obowiązujące przed rozpoczęciem igrzysk.
| Rekord            | Zawodnik        | Czas     | Miejsce        | Data              |
| ----------------- | --------------- | -------- | -------------- | ----------------- |
| Rekord świata     | Ted-Jan Bloemen | 12:36,30 | Salt Lake City | 21 listopada 2015 |
| Rekord olimpijski | Jorrit Bergsma  | 12:44,45 | Soczi          | 18 lutego 2014    |

## Wyniki
| Miejsce | Para | Linia | Zawodnik          | Reprezentacja    | Czas     | Strata | Uwagi |
| ------- | ---- | ----- | ----------------- | ---------------- | -------- | ------ | ----- |
| 1.      | 5    | O     | Ted-Jan Bloemen   | Kanada           | 12:39,77 | –      | OR    |
| 2.      | 4    | I     | Jorrit Bergsma    | Holandia         | 12:41,98 | +2,21  | OR    |
| 3.      | 5    | I     | Nicola Tumolero   | Włochy           | 12:54,32 | +14,55 |       |
| 4.      | 3    | O     | Lee Seung-hoon    | Korea Południowa | 12:55,54 | +15,77 |       |
| 5.      | 2    | O     | Jordan Belchos    | Holandia         | 12:59,51 | +19,74 |       |
| 6.      | 6    | O     | Sven Kramer       | Holandia         | 13:01,02 | +21,25 |       |
| 7.      | 6    | I     | Patrick Beckert   | Niemcy           | 13:01,94 | +22,17 |       |
| 8.      | 1    | O     | Bart Swings       | Belgia           | 13:03,53 | +23,76 |       |
| 9.      | 3    | I     | Moritz Geisreiter | Niemcy           | 13:06,35 | +26,58 |       |
| 10.     | 1    | I     | Ryōsuke Tsuchiya  | Japonia          | 13:10,31 | +30,54 |       |
| 11.     | 2    | I     | Håvard Bøkko      | Norwegia         | 13:17,47 | +37,70 |       |
| 12.     | 4    | O     | Davide Ghiotto    | Włochy           | 13:27,09 | +47,32 |       |